# Cancelleria Reial
La Cancelleria Reial era l'organisme administratiu dels reis de la Corona d'Aragó, fou creada pel Rei Jaume el Conqueridor amb la seua majoria d'edat el 1218. La societat de l'època va prendre els seus documents com a models de normativització lingüística de la llengua catalana.

## L'Escrivania reial aragonesa
L'Escrivania estava formada pels Scribae regis, habitualment seglars però també clergues, entre els quals no es troba cap jerarquització ni especialització aparents en les seues funcions, per les seues vinculacions amb les Cancelleries Navarro-Castellanes. Cal mencionar que l'Escrivania formava part de la Curia regia i que aquesta és itinerant, la qual cosa causarà que moltes vegades trobem escrivans temporals de la localitat on es troba en eixe moment el Rei i que serveixen de reforç per a l'Escrivania règia.
Les característiques del document públic aragonès, són:
- La compilació del document es fa sub iussione del Rei, és a dir a l'ordre d'aquest i baix el seu mandat, és per això que sempre en trobarem una menció a aquest en la compilació del document.
- El document sol estar obert per una invocació no verbal, el crismó amb alfa i omega.
- El model gràfic que s'utilitzarà serà el de la visigòtica rodona, amb algunes influències de la minúscula carolina, un cas de multigrafisme relatiu d'acord amb la terminologia d'Armando Petrucci.
- La datació dels documents serà feta mitjançant l'Era Hispànica.
- Trobarem una llista de Seniores i Tenentes que no són testimonis del document, ja que no li donen validesa al document, sinó que són un mecanisme d'autentificació. El primer d'aquesta llista sol ser el mateix Rei d'Aragó, que començarà amb un regnante me in Aragone.
- El diploma serà presentat en forma horitzontal amb un espai central per al signum regis.

## L'Escrivania comtal catalana
L'Escrivania comtal catalana, al regnat de Ramon Berenguer IV, inicialment té les mateixes característiques que la de Ramon Berenguer III, tot i que observarem a aquesta una incipient jerarquització i especialització de funcions. Trobarem un Notarius Comitis que actua de cap de l'Escrivania, i que és el responsable de l'aplicació del signum i que a les seues ordres es trobarien la resta dels escrivans. Pot ser l'antecedent de l'escrivà major dels regnats posteriors, i és habitualment el Primicherius de la Catedral de Barcelona. Tenim ací el primer exemple de l'encapçalament de l'Escrivania per un clergue, una tradició que es mantindrà al llarg de tota l'evolució d'aquesta institució. I finalment trobaríem els escrivans ocasionals locals que reben el nom de Scriptor o Scriba, que són característics d'aquesta època, ja que la Curia regia és una institució itinerant, també trobem clares vinculacions amb la monarquia franca amb la datació, també amb el model gràfic de la minúscula carolina i el model de l'Escrivania amb una incipient jerarquització i estructuració.
Serà Ramon Berenguer IV el primer comte a utilitzar el segell als estats que conformaran la Corona d'Aragó, ja que el seu l'ús es produirà abans de la unió dinàstica. Trobarem la influència franca al segell en la representació eqüestre del comte. Encara que limitant el seu ús al Comtat de Barcelona i no a Aragó. En 1137, amb la unió dinàstica, Ramon Berenguer IV va col·locar sota el scriptor comitis molts escrivans que havien treballat amb Ramir II d'Aragó, confluint les fórmules emprades, la lletra i la datació.
Les característiques formals del document semipúblic català són:
- Absència de la menció a la Iussio comtal.
- El model gràfic que s'utilitzarà serà la minúscula carolina ja des de moments prou primerencs a causa de les vinculacions amb l'Imperi Carolingi.
- Datació pel regnat dels Reis francs i per l'any de l'Encarnació florentina que la començarem a trobar ja al regnat de Ramon Berenguer III.
- Diploma amb disposició vertical amb els signa dels testimonis, que tenen una funció de validació, ja que el document català és semipúblic.

## Història i funcions
El primer canceller citat, en un document del 1218, fou el bisbe de Barcelona, Berenguer II de Palou. El canceller s'ocupava de la redacció de tota mena de documents administratius: certificacions, lletres reials o llicències… Jaume I a la seua creació, va disposar que tota la documentació del Regne de València fos redactada en llengua vulgar i no en llatí. A partir d'aleshores, tota la documentació fou unificada a la Corona d'Aragó. Els textos es redactaven en català o aragonès i en llatí, però a partir de la segona meitat del segle xiv, majoritàriament en català. Totes les institucions de la Corona d'Aragó (la Generalitat de Catalunya, la Generalitat del Regne de València, el Gran i General Consell de Mallorca), a més de tots els municipis i notaris, utilitzaren un mateix model lingüístic.
Integrada a la Corona d'Aragó, la Cancelleria Reial era una oficina dirigida per un canceller, encarregada de copiar i de tramitar tots els documents reials o de la noblesa o dels eclesiàstics. Aquesta escrivania reial va ser organitzada a partir del segle xiii i la componien una sèrie de funcionaris que tenien cura de tota la documentació reial.
La Cancelleria esdevingué un focus cultural —com ho havien estat els monestirs durant l'alta edat mitjana— sobretot a partir de l'any 1373, quan hom hi aplegà un grup de copistes per a la transcripció de llibres. La Cancelleria assimilà i expandí la poesia i l'art francès, introduïts per Violant de Bar; la curiositat per tot allò que feia referència al món llatí, provinent d'Itàlia; o l'hel·lenisme, procedent de la cort pontifícia d'Avinyó.
La prosa de la Cancelleria seguia els formularis medievals de la retòrica epistolar. La majoria de funcionaris eren bons coneixedors de l'Ars Dictandi, títol que hom donava als tractats de retòrica epistolars que foren utilitzats a les cancelleries medievals, especialment durant els segles xi al xiv. Aquests tractats contenien regles i exemples de com redactar les salutacions, els preàmbuls i les elocucions —el cos o nucli— dels documents, amb preceptes sobre gramàtica, construccions, figures retòriques, sentències i sobre el cursus o ritme de la frase.
Com que la majoria de funcionaris de la Cancelleria sabien llatí, no és gens estrany que fos justament aquesta llengua la que marqués les directrius, tant pel que fa als formularis com al vocabulari tècnic de la burocràcia i de la política. La influència llatina anà modelant el català sense violentar-lo. En les Ordinacions de Pere el Cerimoniós, que són un plagi de les Leges palatinae regni Maoricarum de Jaume III de Mallorca com va posar de manifest l'historiador orpesí Sevillano Colom, la frase catalana és un calc, paraula per paraula, de la construcció llatina plagiada, excepte que va canviar el nom de Jaume i les intitulacions reials d'aquell per les seves. Sortosament, altres escrivans i notaris de Pere el Cerimoniós van saber vèncer les dificultats que presentava el model llatí, i empraren un català més dúctil, harmoniós i clar.
Allò que crida més l'atenció és la notable uniformitat que assolí l'idioma oficial de la Cancelleria, que s'aconseguí implantar en la llengua escrita de tot el domini lingüístic. La llengua escrita era una mena de koiné literària i administrativa, per sota de la qual bategava amb força una llengua viva més variada. Les antigues variants del català o llatí vulgar no eren gaire evidents. La raó d'aquesta uniformitat obeïa al fet que la llengua de les Illes Balears i del País Valencià era una llengua que s'havia expandit per la Reconquesta en unes terres fortament arabitzades.
La formació llatinista dels curials del rei, que havien de redactar la documentació en català, aragonès i llatí, influí perquè la llengua assolís un alt grau de perfecció, eficàcia i elasticitat, amb què aconseguí maduresa i fixació. Sens dubte que l'educació estilística d'aquell estament havia d'acusar fidelment tot canvi que l'evolució de la moda literària pogués experimentar en l'ensenyament de la tècnica de l'art d'escriure.
La Cancelleria, amb la seva pràctica diària, contribuí de manera definitiva a millorar i fixar la llengua literària, en la qual els escriptors humanistes van escriure obres molt notables.

## Etapes
Durant l'existència de la Cancelleria, trobem dues etapes molt significatives que cal analitzar. La primera etapa comença a partir dels primers anys del regnat de Pere III (1336-1387), i és quan l'excessiva subjecció als models llatins dels Ars Dictandi (manuals per escriure bé) produeix una prosa catalana rígida. Dins d'aquesta primera etapa trobem les següents tres característiques: la primera d'elles és l'aparició de calcs forçats, paraula per paraula, de les construccions llatines: participis i gerundis absoluts, participis separats del verb auxiliar, oracions d'infinitiu impròpies del català, omissió d'articles, etc. En segon lloc, observem una incorporació de mots llatins sense cap mena d'adaptació. I finalment, en tercer lloc, trobem una imitació de la cadència de la frase llatina i de les frases estereotipades dels formularis llatins violentant el geni de la pròpia llengua.
Però, a partir de l'any 1381, aproximadament, comença a aparèixer en els documents de la Cancelleria un nou estil, que podem anomenar clàssic o humanista: els escrivans s'alliberen de l'esclavitud dels formularis i s'inspiren directament en els clàssics llatins, Ciceró principalment, i en els renaixentistes italians, per tal d'embellir la llengua vernacla amb els recursos del llatí. Açò donà lloc a una prosa catalana flexible i madura, que incorpora cultismes en gran proporció, però que s'ajusta amb mesura i gust a la sintaxi llatina, amb la tendència al període llarg i amb extensió de la cadència a tota frase, sense limitar-se a les clàusules darreres. El principal exponent d'aquesta nova etapa és Bernat Metge, i també destacaren Bartomeu Sirvent i Pere Margall.

## Composició de la Cancelleria

### Autors i funcionaris
Des del segle xiii els reis d'Aragó compten amb una cancelleria organitzada, regulada per successives ordenances, en part inspirades en les normes d'ús a la cancelleria pontifícia. Presideix la cancelleria el canceller, i compta, a més, amb un vicecanceller, un guarda-segells o protonotari del segell, diversos notaris i escrivans (amb el temps es distingeixen les funcions del notari i de l'escrivà, el primer de redactor i l'altre copista material del document); també, amb altres empleats subalterns, per a oficis com escalfar els segells, portar el registre, etc. El mateix registre funciona a Aragó des de 1257, sota Jaume I, on es copien els documents emanats, en ordre de la cronologia de la seua emissió, i que avui es conserven a Barcelona, a l'Arxiu de la Corona d'Aragó, dipòsit oficial de documentació reial aragonesa des de temps d'Alfons II. La Cancelleria cobrava els seus drets per expedició de documents, aposició del segell, etc.
Els documents reials que emanaven de la Cancelleria arribaven fins als llocs més apartats del domini lingüístic del català i per la seva règia i enlairada procedència eren considerats com a models de ben escriure. Els funcionaris, que solien fer la seva carrera a la Cancelleria començant pel grau més humil, havien de dominar les tres llengües que avui anomenaríem «oficials»: el llatí, el català i l'aragonès. Així no és estrany de trobar documents en perfecta prosa catalana redactats per un secretari aragonès i d'altres en un aragonès bellíssim redactats pel barceloní Bernat Metge.
D'aquests funcionaris, cal destacar una sèrie d'ells que influeixen en la prosa de l'època. Pronotaris de Pere III foren Mateu Adrià, traductor de les Partidas, i Conesa, traductor de les Cròniques Troianes, Bernat Dezcoll, empleat a la seua Cancelleria, fou l'encarregat de continuar la seua crònica. D'altra banda, un pronotari de la reina Elionor, Ferrer Saiol, va ser el traductor de Pal·ladi, que també fou el primer escriptor que demostrà tenir coneixement de Ciceró, en les lletres catalanes. El seu fillastre, Bernat Metge, va ser secretari del rei i és reconegut com la més alta personalitat del Prerenaixement català. També cal recordar la significació que tingueren en la literatura catalana els dos «secretaris de cartes llatines», Alfons de Pelencia i Joan de Mena.

## La llengua de la Cancelleria Reial
La poderosa influència de la Cancelleria Reial tendeix a eliminar de la llengua escrita tots aquells elements considerats dialectals. Exemples són la iodització («paia» per palla), incoatius en -ISC («partisc» per partesc), oscil·lacions en la representació de vocal llarga llatina («cadana» per cadena) i de la monoftongació d'una UA («cotre» per quatre), elements arcaïtzants com l'article salat o sonores intervocàliques esdevingudes finals («amig» per amic) o el diftong AU primari ("llaurer" per llorer), i també s'eliminen elements excessivament innovadors com la monoftongació d'EI («fet» per feit), vocalització de la desinència verbal -TS («anau» per anats), perfets febles («vingueren» per vengren), etc.
La Cancelleria tractà de trobar la uniformitat lingüística en la prosa catalana, sens dubte prenent el model del dialecte barceloní, el qual era per tots els escriptors com una mena de forma supradialectal d'expressar-se en prosa. A causa de la poca matisació dialectal dels grans escriptors medievals, aquest model s'anà imposant a tot aquell que volia escriure d'una manera culta i prestigiosa.

## Cancellers[6]
- 1218 Berenguer II de Palou, bisbe de Barcelona (1212-1241)
- 1255 Andreu d'Albalat,[7] bisbe de València (1248-1276)
- ? Arnau de Torres, ardiaca de Lleida (d 1232)
- ? Ponç de Vilaró, paborde de Solsona
- 1294-1295 Joan de Pròixida, noble, antic canceller a Sicília[8]
- 1295-? Ramon Despont, bisbe de València (1288-1312)
- 1313/14-1318 Joan d'Aragó i d'Anjou, infant, després arquebisbe de Toledo (1319-1327) i canceller de Castella
- ~ 1320-1325 Ramon Gastó, bisbe de València (1312-1348)
- 1325-1334 Gastó de Montcada, bisbe d'Osca (1324-1328) i de Girona (1329-1443)
- ~ 1336-1338 Pero López de Luna, arquebisbe de Saragossa (1314-1345)
- 1338-1339 Pere I, infant, després monjo
- 1339-1345 Pero López de Luna, arquebisbe de Saragossa (1314-1345)
- 1344-? Hug de Fenollet, bisbe d'Elna (1342-1346) i de Vic (1346-1348)
- 1347-? Juan Fernández de Heredia, arquebisbe de Tarragona i castellà d'Amposta
- 1348-1353 Hug de Fenollet, bisbe de València (1348-1356)
- 1353-1374 Pere de Clasquerí, bisbe d'Osca (1351-1357) i arquebisbe de Tarragona (1357-1380)
- 1375-d 77 Lope Fernández de Luna, arquebisbe de Saragossa (1351-1382)
- 1382-1383 Hernando Pérez Muñoz, bisbe d'Osca (1372-1383)
- 1383-? Ramon de Sesescales, bisbe d'Elna (1377-1380), de Lleida (1380-1386) i de Barcelona (1386-1398)
- ~ 1387-1399 García Fernández de Heredia, arquebisbe de Saragossa (1383-1411)
- ?-1407 Ényec de Vallterra, arquebisbe de Tarragona (1387-1407)
- 1407-1409 Francesc de Blanes i de Palau, bisbe de Girona (1408-1409) i de Barcelona (1409)
- 1413-1418 Pere de Sagarriga i de Pau, arquebisbe de Tarragona (1407-1418)
- 1419-1422 Alfonso de Argüello, bisbe de Sigüenza (1416-1420) i arquebisbe de Saragossa (1420-1429)
- ~ 1422-1439 Dalmau de Mur i de Cervelló, arquebisbe de Tarragona (1419-1424) i de Saragossa (1431-1456)
- ~ 1450 Jordi de Bardaixí, bisbe de Tarassona (1443-1464)
- ~ 1452-1453 Arnau Roger de Pallars i de Foix, bisbe d'Urgell (1443-1461)
- ~ 1454-1465 Pedro Ximénez de Urrea, arquebisbe de Tarragona (1446-1489)
- 1465-1466 Joan d'Aragó, administrador de l'arquebisbat de Saragossa (1460-1475)
- 1466-1480 Pedro Ximénez de Urrea, arquebisbe de Tarragona (1446-1489)
- 1480-1484 Joan de Margarit i de Pau, bisbe de Girona (1462-1484)
- 1484-1510 Pere de Cardona, bisbe d'Urgell (1472-1510)
- ~ 1510 Gonzalo Fernández de Heredia, arquebisbe de Tarragona (1490-1511)